# Buunerbult

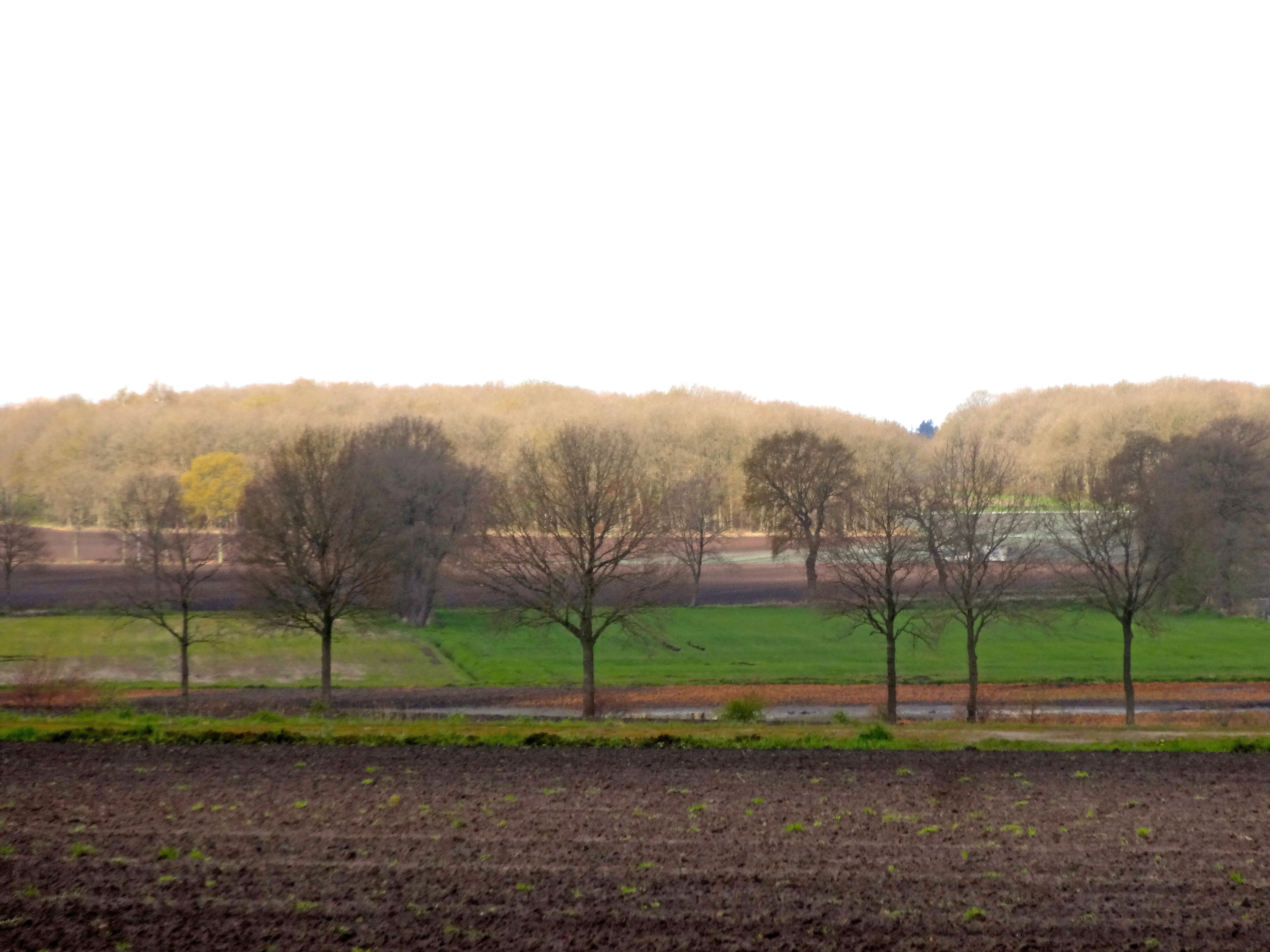
Zicht vanaf de Buunerbult in de richting van de Hondsrug

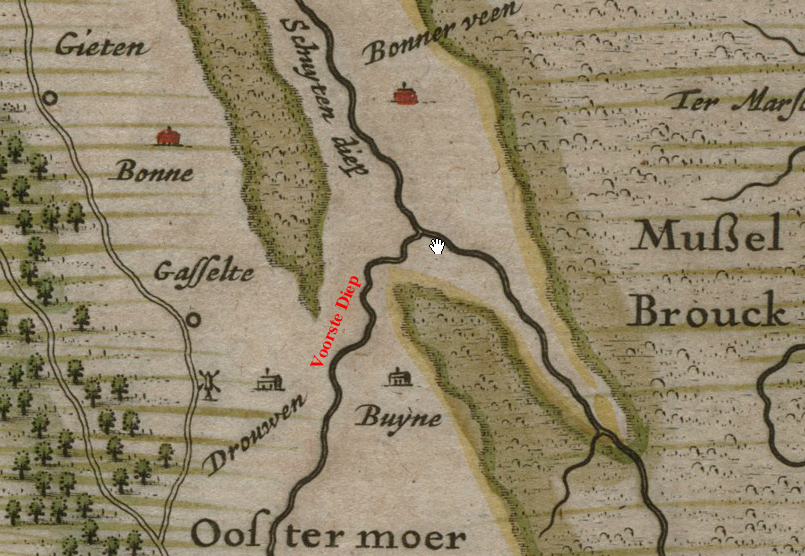
De doorsnijding van het Voorste Diep door de Hondsrug bij Buinen (Buyne) op de kaart van Drenthe door Cornelis Pijnacker uit 1634

De Buunerbult is een verhoging in het landschap nabij het Drentse dorp Buinen.
De Buunerbult maakte oorspronkelijk deel uit van de Hondsrug. Door de werking van smeltwater in de Saale-ijstijd is op deze plaats de Hondsrug doorgebroken en gedeeltelijk weggespoeld. De Buunerbult bleef als restant in het landschap over. Op de plaats van de doorbraak vormde zich het Voorste Diep, dat samen met het Achterste Diep, de Hunze vormt. Het deel van het Voorste Diep ten westen van de Buunerbult is gekanaliseerd en deel geworden van het Kanaal Buinen-Schoonoord. Vanaf de Buunerbult is het dal van het Voorste Diep goed zichtbaar, met ten westen daarvan de Hondsrug.

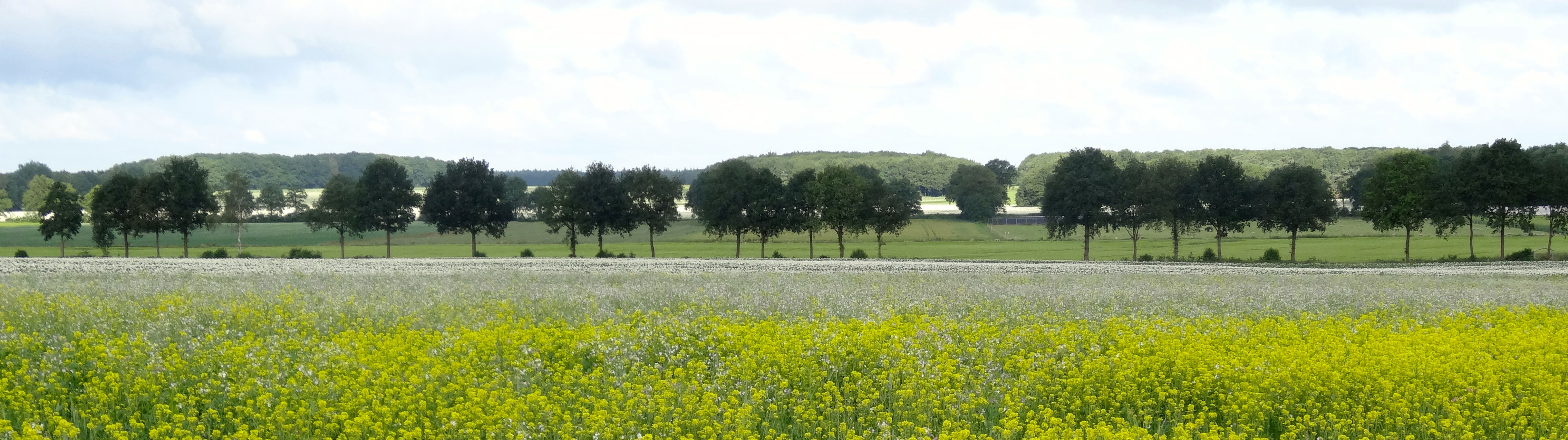
Zicht vanaf de Buunerbult in westelijke richting over het dal van het Voorste Diep met daarachter de Hondsrug